# 40 дней и 40 ночей
«40 дней и 40 ночей» (англ. 40 Days and 40 Nights) — кинокомедия режиссёра Майкла Леманна 2002 года.

## Сюжет

Эрика в прачечной

Мэтт Салливан тяжело переживает расставание со своей подругой Николь, которая собирается замуж за карьериста. В связи с этим у него возникают психологические проблемы — во время секса ему начинает казаться, что разрушается потолок. Вспомнив, что начинается пост, и посоветовавшись с братом, который обучается в духовной семинарии, Мэтт решает в течение 40 дней воздержаться от сексуальных отношений. Райн, сосед по комнате, пытается отговорить его.
В прачечной самообслуживания Мэтт знакомится с симпатичной девушкой по имени Эрика. Его сослуживцы заключают пари на предмет того, сколько дней он продержится.

## В ролях
| Актёр               | Роль            |
| ------------------- | --------------- |
| Джош Хартнетт       | Мэтт Салливан   |
| Шэннин Соссамон     | Эрика Саттон    |
| Пауло Костанцо      | Райан           |
| Адам Трези          | Джон Салливан   |
| Винесса Шоу         | Николь          |
| Киган Коннор Трейси | Мэнди           |
| Моне Мазур          | Кэнди           |
| Гриффин Данн        | Джерри Андерсон |
| Мэгги Джилленхол    | Сэм             |
| Эммануэль Вожье     | Сьюзи           |
| Кристин Шателейн    | Энди            |
| Гленн Фитцджеральд  | Крис            |
| Крис Готье          | Майк            |
| Дилан Нил           | Дэвид           |

## Производство
Фильм был в основном снят в Ванкувере, но также в некоторых местах Сан-Франциско, включая Потреро-Хилл.

## Критика
На агрегаторе рецензий Rotten Tomatoes рейтинг одобрения составляет 39 % на основе отзывов 137 критиков со средней оценкой 4,9 из 10. Консенсус сайта гласит: «Как и пологается романтическим комедиям, «40 дней и 40 ночей» — это непристойно, по-сексистски и ребячески».
Роджер Эберт из Chicago Sun-Times дал фильму 3 звезды из 4. Он похвалил режиссера Майкла Леманна за то, что он поднял фильм над уровнем простого сексуального ситкома, за его симпатию к своим персонажам и использование юмора для изучения человеческой природы. Он также выразил благодарность писателю Робу Пересу за диалог о сексе, который оказался «более сложным и нюансированным, чем мы ожидали». Не желая раскрывать слишком много, Эберт объяснил, что он недоволен финалом, написав: «Есть более приятный и смешной способ решить все».